# Chachoengsao Town Municipality Stadium
Das Chachoengsao Town Municipality Stadium (Thai สนามเทศบาลเมืองฉะเชิงเทรา), auch Fighting Fish Stadium genannt,  ist ein Mehrzweckstadion in Chachoengsao in der Provinz Chachoengsao, Thailand. Es wird derzeit hauptsächlich für Fußballspiele genutzt und ist das Heimstadion vom Chachoengsao Hi-Tek Football Club. Das Stadion hat eine Kapazität von 6000 Personen. Eigentümer und Betreiber des Stadions ist die Chachoengsao Municipality.

## Nutzer des Stadions
| Verein                 | Zeitraum der Nutzung |
| ---------------------- | -------------------- |
| Chachoengsao Hi-Tek FC | 2008                 |
| Chachoengsao Hi-Tek FC | 2013 bis heute       |